# Sint-Johanneskerk (Sispony)
De Sint-Johanneskerk (Catalaans: església de Sant Joan de Sispony) is een barokke kerk in het quart (dorp) Sispony in de Andorrese parochie La Massana, en is gelegen op het Plaça de Sant Joan. Sinds 13 juli 2003 is de kerk als monument beschermd.
Het gebouw dateert van de zeventiende eeuw en heeft een vierhoekige klokkentoren.